# ظرف برگ خشک

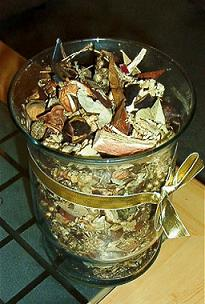
یک گلدان برگ خشک.

ظرف برگ خشک یا برگه‌دان ظرفی است که در آن، آمیزهٔ گلبرگ‌های خشک و ادویه را برای معطر کردن هوای اتاق نگه می‌دارند.
برگه‌دان مخلوط گل و گیاهان خشک و خوشبو است که به‌ویژه در کشورهای غربی در اجاق‌های کوچکی آنرا دم می‌کنند که بوی مطبوعی به فروشگاها و منازل، دفاتر کار می‌دهد و در زمستان کاربردش بیشتر است. استفاده از آن برای دکور منازل در داخل شیشه‌های بزرگ پر کرده از برگ خشک و ادویه هم رایج است.
در زبان‌های غربی به این برگه‌دان‌ها Potpourri می‌گویند که از فرانسوی گرفته شده و «پوپوری» تلفظ می‌شود. این واژه به‌جز معنای برگه‌دان، معنای آمیزه، جُنگ، گلچین، و هم‌چنین تاس‌کباب هم می‌دهد.

«لَخلَخه» معادل تقریبی پوپوری است.

## گیاهان استفاده‌شده برای آمیزه‌های درون برگه‌دان
- فلفل فرنگی
- سدر
- دارچین
- میخک صدپر
- سرویان
- رازیانه
- سرو خوشبو
- یاس
- عناب
- ارس
- اسطوخودوس
- فرنجمشک
- لیموترش
- مرزنگوش
- اسپرک
- نعنا
- برنجاسف
- پرتقال
- گل شمعدانی
- کاج پینیون
- رز
- رومارن